# Can Camps (Ogassa)
Can Camps és un habitatge al terme municipal d'Ogassa (Ripollès) catalogat a l'Inventari del Patrimoni Arquitectònic de Catalunya. Situada a la boca d'una antiga mina de carbó, la masia de Can Camps fou enrunada accidentalment dues vegades degut als treballs de la mina. Per aquesta circumstància ocupa actualment un habitatge d'obrers de la mina. Data de 1868 i és un curiós cas d'adaptació d'habitatge col·lectiu a pagesia. Posteriorment un magatzem de la companyia de les mines fou adaptat per pallissa.